# Elizabeth Ann Seton
Elizabeth Ann Seton (New York, 28 augustus 1774 - Emmitsburg, 4 januari 1821), geboren Elizabeth Ann Bayley, is een Amerikaanse heilige. Zij was de eerste persoon geboren in wat later de Verenigde Staten zouden worden, die door de Rooms-Katholieke Kerk werd heilig verklaard. Zij was de stichter van de Zusters van Liefde van Sint Jozef, de eerste Amerikaanse zusterorde.

## Jeugd en huwelijk
Elizabeth Bayley was de dochter van Richard Bayley, een arts, en Catherine Charlton. De familie Bayley was belijdend lid van de Episcopaalse Kerk. Haar moeder overleed toen zij drie jaar oud was. Zij trouwde in 1794 met Willian M. Seton (1768 - 1803); het echtpaar kreeg vijf kinderen. Ze was actief in de armenzorg en richtte met enkele anderen de eerste liefdadige instelling in New York op: de Society for the Relief of Poor Widows with Small Children (Genootschap voor steun aan arme weduwen met kleine kinderen).
Rond 1800 ging het bedrijf van haar man failliet en moesten de Setons hun huis verkopen. Haar man kreeg problemen met zijn gezondheid. Ellizabeth Seton reisde in 1803 met hem naar Livorno in de hoop dat hij daar zou herstellen; hij overleed echter enkele maanden later aan tuberculose.

## Onderwijs en oprichting religieuze orde
Haar verblijf in Italië bracht Seton ertoe om na haar terugkeer in New York over te gaan tot de Rooms-Katholieke Kerk. Om in haar levensonderhoud te voorzien richtte ze een jongensschooltje op en later ook een kosthuis voor jongens. Beide projecten mislukten. In 1808 werd Seton benaderd door de priester Louis Dubourg, een van oorsprong Franse Sulpiciaan die tijdens de Franse Revolutie met een aantal ordegenoten was uitgeweken naar Amerika. Op zijn verzoek begon ze een katholieke meisjesschool in Baltimore.
Een aantal jonge vrouwen sloot zich bij haar aan en in 1809 werden ze erkend als een religieuze orde, de Sisters of St. Joseph, later de Sisters of Charity of St. Joseph (de Zusters van Liefde van Sint Jozef). Dit was de eerste in Amerika gevestigde zusterorde. Later dat jaar verhuisden de orde en de school naar Emmitsburg. Hier gaven ze gratis onderwijs aan arme meisjes uit de parochie.

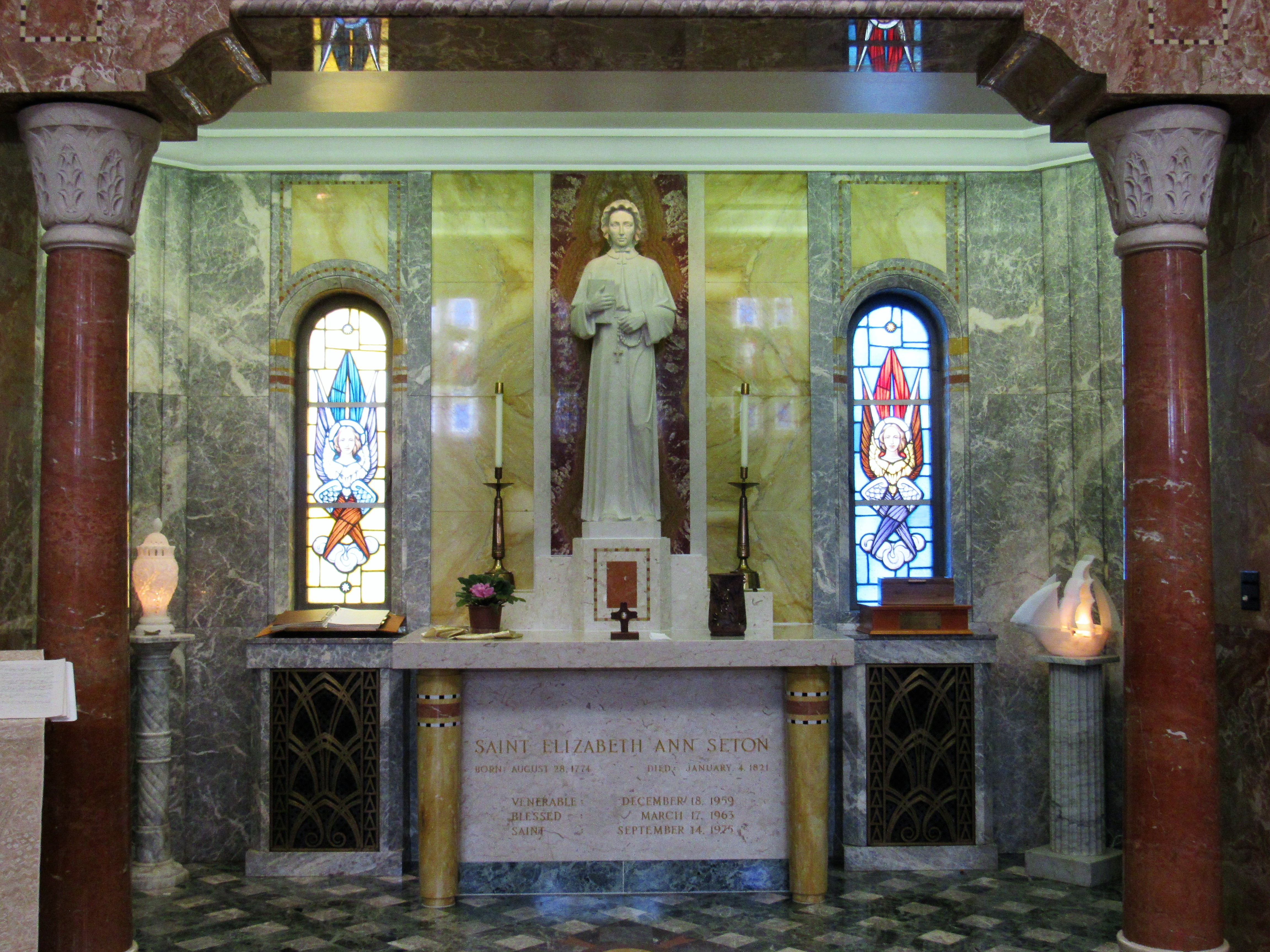
Graf van Elizabeth Ann Seton in Emmisburg

Seton werd verkozen tot de eerste Moeder van de orde en bleef dit tot haar dood. Zij paste de regels van Vincentius a Paulo en Louise Legras-de Marillac, (de stichters van de orde van Zusters van Liefde in Frankrijk) aan voor de Amerikaanse situatie en introduceerde deze regels voor de Zusters van Liefde van Sint Jozef.
Toen Seton in 1821 stierf bestond de orde uit twintig gemeenschappen. De Sulpicianen bleven tot 1850 betrokken bij het bestuur van de orde. In dat jaar sloot de gemeenschap in Emmitsburg zich aan bij de Dochters van Liefde in Parijs.

## Zalig- en heiligverklaring
In 1882 sprak de toenmalige aartsbisschop van Baltimore voor het eerst over een mogelijke zaligverklaring van Seton. In 1961 werd ze inderdaad zalig verklaard; de heiligverklaring door paus Paulus VI volgde in 1975 tijdens het Internationale Jaar van de Vrouw. Zij is de eerste persoon geboren in wat later de Verenigde Staten zou heten, die heilig werd verklaard. Haar feestdag is 4 januari.